# Nidal Malik Hasan
Nidal Malik Hasan (8 de septiembre de 1970, Arlington ,Virginia) es un excomandante del ejército estadounidense condenado por matar a unas 13 personas además hirió a más de 30 en el tiroteo masivo de Fort Hood el 5 de noviembre de 2009.  Hasan era parte del cuerpo médico del ejército de los Estados Unidos de la unidad de psiquiatría que admitió los disparos en su corte marcial en agosto de 2013.  Un jurado de 13 oficiales lo condenó por 13 cargos de asesinato premeditado , 32 cargos de intento de asesinato , y unánimemente recomendó que fuera despedido del servicio y sentenciado a muerte .  Hasan está encarcelado en el Cuartel disciplinario de Estados Unidos en Fort Leavenworth, Kansas, en espera de su ejecución.
Dos días antes del tiroteo, que ocurrió menos de un mes antes de su despliegue en Afganistán , Hasan regaló muchas de sus pertenencias a un vecino.